# Берні Сандерс
Бернард «Берні» Сандерс (англ. Bernard «Bernie» Sanders; нар. 8 вересня 1941, Бруклін, Нью-Йорк) — американський політик, сенатор США від штату Вермонт з 2007 року. Голова Комітету з бюджету Сенату з 2021, його член з 2015 до 2021 року. Голова Комітету з питань ветеранів з 2013 до 2014 року. Раніше був мером Берлінгтона (1981—1989) та членом Палати представників як незалежний політик (1991—2007). 
Тісно пов'язаний із Демократичною партією, співпрацює з демократами Палати представників та Сенату більшу частину кар'єри в конгресі. Прихильник демократичного соціалізму і скандинавської моделі соціал-демократії. Брав участь у президентських праймериз Демократичної партії 2016 року, але поступився Гілларі Клінтон у співвідношенні 43 % до 55 % голосів. Брав участь у президентських праймериз Демократичної партії 2020 року, але вийшов із перегонів.

## Ранні роки
Берні Сандерс народився в Брукліні, Нью-Йорк, у родині єврейських іммігрантів з Польщі. Батько заробляв торгівлею фарби, сім'я жила незаможно в крихітній квартирці. Таке походження Сандерса мало вплив як на його політичному становленні, так і залишило слід в його акценті англійською. Сандерс послуговується вже забутим Нью-Йоркським говором з переважанням [ɔ] і ковтанням [r], що ще був характерний для Нью-Йорку середини 20-го століття, особливо для робітничого класу.
У 1959 році Сандерс спочатку почав вивчати психологію в Бруклінському коледжі Нью-Йоркського міського університету, але потім перебрався до Чиказького університету, де вивчав соціологію, історію та психологію. Як зазначає сам Сандерс у своїй автобіографії «Аутсайдер у домі», він нехтував регулярними заняттями в університеті і замість цього — самотужки — знайомився з творами Джефферсона, Лінкольна, Маркса, Енгельса, Троцького, Дебса та Фройда: «Я читав все, що міг взяти в руки — крім книг, які були потрібні для заняття.»
Під час свого навчання в Чикаго Берні Сандерс приєднався до Соціалістичної ліги молоді, став членом Конгресу расової рівності та Студентського координаційного ненасильницького комітету. 1963 року взяв участь в знаковому для руху за громадянські права афроамериканців Марші на Вашингтон, під час якого Мартін Лютер Кінг виголосив свою знамениту промову про рівноправність афроамериканців. Того ж року Берні Сандерс потрапив під арешт за організацію протестів проти расової сегрегації серед кампусів та шкіл.
У 1964 році Сандерс закінчив навчання в Чиказькому університеті й отримав ступінь бакалавра з політології. Того ж року він взяв шлюб зі своєю першою дружиною, Деборою Шилінг, з якою він познайомився під час навчання. Разом вони вирушили до одного кібуцу на півночі Ізраїлю за запрошенням лівої сіоністської організації Гашомер Гацаїр. Провівши там пів року, Сандерс зазначає, що основу мотивації його перебування складав не сіонізм, а досвід рівноправного соціалістичного господарювання: «[те,] що у вас може бути спільнота, в якій самі люди насправді володіють цією спільнотою».
Після повернення в США Сандерс з дружиною оселилися у скромній хижині в Мідлсексі, штаті Вермонт. Таку зміну багатомільйонного Нью-Йорку на малолюдний Вермонт слід розглядати в контексті так званого «контркультурного руху», що розрісся в ті часи, і зокрема хіпі, яких приваблювала гірська природа штату. Дослідники підрахували, що станом на 1970 рік таким чином до Вермонту перебралися близько 36 тис. хіпі, тобто приблизно 33 % жителів штату у віці від 18 до 34 років.
Після розлучення з Деборою Шилінг в 1966 році, Сандерс повертається назад в Нью-Йорк і працює на різних тимчасових роботах, як-от санітаром в психіатричній клініці. В Нью-Йорку Сандерс знайомиться зі Сьюзан Кемпбелл Мотт і зрештою переселяється разом з нею назад у Вермонт. Там він працює науковим співробітником Вермонтського податкового управління. У 1969 у невеликому містечку Стеннард на північному сході Вермонта у Сандерса разом з Мотт народжується син, Леві. Але пара розлучається 1971 року і Сандерс разом з сином переселяється в Берлінгтон, найбільше місто штату. Там Сандерс осідає більш ніж на 10 років і починає свою власну політичну кар'єру.

## Політична кар'єра

### Союз Свободи
На початку 70-х років Берні Сандерс став членом тоді ще молодої партії «Союз Свободи», вермонтського відгалуження руху проти війни у В'єтнамі. Від неї Сандерс балотувався на кілька виборів на місце сенатора від Вермонту (1972 і 1974), а також цього ж року на губернатора штату (1972 і 1976). Найкращий результат (6,1 %) він отримав на останніх виборах губернатора, поступово збільшуючи свою підтримку серед виборців.
У цей час Сандерс відстоював соціалістичні позиції як от вимога широкого усуспільнення ключових галузей промисловості і фінансових інститутів, але на відміну від деяких інших лівих активістів того часу він відкидав політичне насилля і критикував антидемократичний характер комуністичних держав, таких як Радянський Союз.
У 1977 році Сандерс покинув Союз Свободи, щоби працювати автором і директором громадської організації «Історичне товариство американського народу».

### Мер Берлінгтона
У 1981 році Сандерс подав заявку як незалежний кандидат на пост мера Берлінгтона і з мінімальною перевагою в 22 голоси переміг на виборах чинного мера від Демократичної партії. Зрештою Сандерс був переобраний мером тричі. Під час роботи мером міста Сандерс виявив себе не тільки соціалістично, але й прагматично орієнтованим політиком, з умінням досягати конкретних результатів і об'єднувати навколо них різні групи. Вже під час його першого терміну була сформована місцева Прогресивна коаліція (попередниця Прогресивної партії Вермонту), що відігравала важливу роль у підтримці політичного курсу мера. У підсумку, в 1987 році газета The New York Times назвала Сандерса одним з 20 найкращих мерів США, а журнал U.S. News & World Report відзначав його досягненнями такі речі як доступне житло або прихильність ідеї місцевого самоврядування. Озираючись назад з 2015 року, ще одне видання, The Nation, похвалило роботу Сандерса на посту мера за те, що він указав Берлінгтону дорогу до екологічно безпечного, економічно розвинутого і приємного для життя міста, яким воно стало сьогодні.

### Президентська кампанія (2016)
2015 року став першим американським євреєм, що виграв висування у кандидати в президенти США від Демократичної партії. Проте у 2016 році поступився Сенатору Гілларі Клінтон у співвідношенні 43 % проти 55 % голосів. Його програма містила ідеї зниження дотацій для великих корпорацій.

### Президентська кампанія (2020)
Був основним конкурентом Джо Байдена від Демократичної партії США. 8 квітня заявив про вихід з президентських перегонів, тим самим давши можливість Байдену стати кандидатом від демократів на виборах президента США.

## Позиція щодо України
Після окупації Криму та початку російсько-української війни Сандерс підтримував санкції проти російських можновладців і олігархів, пропонуючи заморожування їх активів на Заході. У січні 2022 проголосував проти проєкту санкцій для газогону «Північний потік-2» як засобу запобігання російському вторгненню в Україну. Напередодні повномасштабної агресії виступив із колонкою в The Guardian та перед Сенатом, назвавши Путіна представником антидемократичних тенденцій, «брехуном та демагогом» і закликавши «однозначно підтримати суверенітет України».

## Особисте життя
Одружений, має чотирьох дітей. Його брат, Ларрі Сандерс, є британським політиком і членом Партії зелених Англії та Уельсу.